# Viktor Granath
Viktor Erik Vidar Granath, född 3 april 1994, är en svensk fotbollsspelare som spelar för Västerås SK. Hans yngre bröder, Gustav och Villiam, är också fotbollsspelare. Han har utöver fotbollskarriären jobbat som elektriker.

## Karriär
Granath började spela fotboll i IF Tymer i Timmersdala. Han gjorde nio mål på 41 matcher för klubbens A-lag i Division 5 mellan 2011 och 2012. Därefter spelade Granath en säsong för Ulvåkers IF i Division 4 och gjorde sex mål. Säsongen 2014 gick han till division 2-klubben Tibro AIK och gjorde fem mål på 23 matcher.
Inför säsongen 2015 gick Granath till division 2-klubben Skövde AIK. Han spelade totalt sju säsonger i Skövde AIK och var med om klubbens väg från division 2 till att kvalificera sig för Superettan.
I januari 2022 värvades Granath av Västerås SK, där han skrev på ett tvåårskontrakt. Granath blev utsedd till "Månadens spelare i Superettan" för augusti efter att ha gjort sex mål på fem matcher varav ett hattrick i en 4–4-match mot Trelleborgs FF. Följande månad gjorde han även ett hattrick i en 4–1-seger över sin tidigare klubb Skövde AIK. Granath vann skytteligan i Superettan 2022 med 24 gjorda mål, vilket blev ett nytt rekord i Superettan.
I januari 2023 värvades Granath av Halmstads BK. I juli 2024 återvände han till Västerås SK och skrev på ett 1,5-årskontrakt.